# Jan Vopat (1949)
Jan Vopat (* 24. července 1949) je bývalý český hokejový obránce. Po skončení aktivní kariéry působil jako trenér a hokejový funkcionář. Profesionálními hokejisty byli i jeho synové Jan Vopat a Roman Vopat.

## Hokejová kariéra
V československé lize hrál za TJ CHZ Litvínov. Odehrál 12 ligových sezón, nastoupil v 378 ligových utkáních, dal 29 gólů a měl 35 asistencí. Nejčastěji nastupoval v první litvínovské pětce v obranné dvojici s Jiřím Bublou. V nižších soutěžích hrál v době studia v Praze za Slavii Praha.

## Klubové statistiky
| Sezona    | Klub            | Soutěž  | Základní část | Základní část | Základní část | Základní část | Základní část |
| Sezona    | Klub            | Soutěž  | Z             | G             | A             | B             | TM            |
| --------- | --------------- | ------- | ------------- | ------------- | ------------- | ------------- | ------------- |
| 1967/1968 | CHZ Litvínov    | 1. liga | 10            | 1             | 0             | 1             | -             |
| 1968/1969 | CHZ Litvínov    | 1. liga | 8             | 1             | 0             | 1             | -             |
| 1969/1970 | TJ Slavia Praha | 2. liga | -             | -             | -             | -             | -             |
| 1970/1971 | TJ Slavia Praha | 2. liga | -             | -             | -             | -             | -             |
| 1971/1972 | TJ Slavia Praha | 2. liga | -             | -             | -             | -             | -             |
| 1972/1973 | CHZ Litvínov    | 1. liga | 28            | 1             | 1             | 2             | -             |
| 1973/1974 | CHZ Litvínov    | 1. liga | 41            | 3             | 4             | 7             | -             |
| 1974/1975 | CHZ Litvínov    | 1. liga | 39            | 5             | 3             | 8             | -             |
| 1975/1976 | CHZ Litvínov    | 1. liga | 28            | 1             | 1             | 2             | -             |
| 1976/1977 | CHZ Litvínov    | 1. liga | 31            | 3             | 1             | 4             | -             |
| 1977/1978 | CHZ Litvínov    | 1. liga | 43            | 5             | 7             | 12            | 57            |
| 1978/1979 | CHZ Litvínov    | 1. liga | 43            | 4             | 5             | 9             | 58            |
| 1979/1980 | CHZ Litvínov    | 1. liga | 40            | 2             | 5             | 7             | 34            |
| 1980/1981 | CHZ Litvínov    | 1. liga | 42            | 3             | 4             | 7             | 34            |
| 1981/1982 | CHZ Litvínov    | 1. liga | 25            | 0             | 4             | 4             | -             |